# Zieria minutiflora
Zieria minutiflora är en vinruteväxtart. Zieria minutiflora ingår i släktet Zieria och familjen vinruteväxter.

## Underarter
Arten delas in i följande underarter:
- Z. m. minutiflora
- Z. m. trichocarpa